# Luckson Padaud
Luckson Padaud (parfois Séhia Luckson Padaud), de son nom à l'état civil Lago Tapé Séhia, est un chanteur ivoirien, originaire de Tahiraguhé.

## Biographie
Luckson Padaud de son nom à l'état civil Lago Tapé Séhia, est le précurseur du «laba laba ». C'est dans l'année 1982 que grâce à la sortie de son premier album, le nom de Luckson Padaud traverse toute la Côte d'Ivoire. Dès lors, rien ne l'arrête, Il se fait adopter comme un des maîtres de la musique tradi-moderne en Cote d'Ivoire et connaît plusieurs succès.
En juin 2007, Luckson Padaud a célébré ses 25 ans de musique. Aujourd'hui, avec 15 albums à son actif et plusieurs récompenses, il se prépare à faire sortira un best of qui précédera un album studio. L'histoire de la musique pour lui se poursuit donc et a encore de beaux jours devant elle.

## Style musical
Il est un précurseur du « laba laba » (danse du canard),.

## Discographie
C'est en 1982 que parait son premier album, Kagbleu. Dès lors, il se fait adopter comme un des maîtres de la musique tradi-moderne en Côte d'Ivoire et connaît plusieurs succès.
- Clocozoco
- 2013 : Bohounga[5]
- Vovodou
- Gatapeséri
- 2008 : Téléphone
- 2005: Ale Tho
- 2003:Liberez Africa (Tête de génie)
- 2000 : Bonjour mon Président
- 2000 : Décrispation, EP
- 1997: Mamie-Watta

En juillet 2022, Luckson Padaud a célébré ses 40 ans de musique. À cette date, il a 21 albums à son actif et plusieurs récompenses,.

## Distinctions
Il est nommé chevalier dans l'Ordre du Mérite ivoirien en 2022.